# Maść kseroformowa
Maść kseroformowa (łac. Unguentum Xeroformi FP II, syn. Unguentum Bismuthi tribromophenylici, maść z trójbromofenolanem bizmutawym ) – preparat galenowy do użytku zewnętrznego, sporządzany według przepisu farmakopealnego w zakresie receptury aptecznej. W Polsce na stan obecny (2024) skład określa Farmakopea Polska II (1937). Maść zawiera 5,26% trójbromofenolanu bizmutawego.
Skład i przygotowanie (FP II, 1937 r.)
Bismuthum tribromophenylicum    5 cz.   (kseroform)
Adeps Lanae cum aqua 45 cz.   (lanolina uwodniona)
Vaselinum flavum   45 cz. (wazelina żółta)

Zastosowanie
Maść kseroformowa znajduje zastosowanie głównie w leczeniu nużenicy (demodekozy). Ponadto w owrzodzeniach skóry, przewlekłych stanach zapalnych, odleżynach, ranach zakażonych - z cuchnącymi wydzielinami.